# Диброва (Гороховская городская община)
Диброва (укр. Діброва) — село в Гороховской городской общине Луцкого района Волынской области Украины.
До 2020 года входило в Гороховский район.
Код КОАТУУ — 0720885003. Население по переписи 2001 года составляет 49 человек. Почтовый индекс — 45726. Телефонный код — 3379. Занимает площадь 3,5 км².